# Fågel (singel)
Fågel är Attentats fjärde singel och den första på Transmisson (f d Nacksving). För första gången använder sig Attentat av blåsinstrument, Peder Hansson (trumpet) och Olle Nicklasson (saxofon).    
Singeln blev ett mindre genombrott och Attentats mest uppmärksammade singel dittills. 
Medverkar gör Mats Jönsson, Magnus Rydman, Cristian Odin och Peter Björklund.